# Posilový vůz

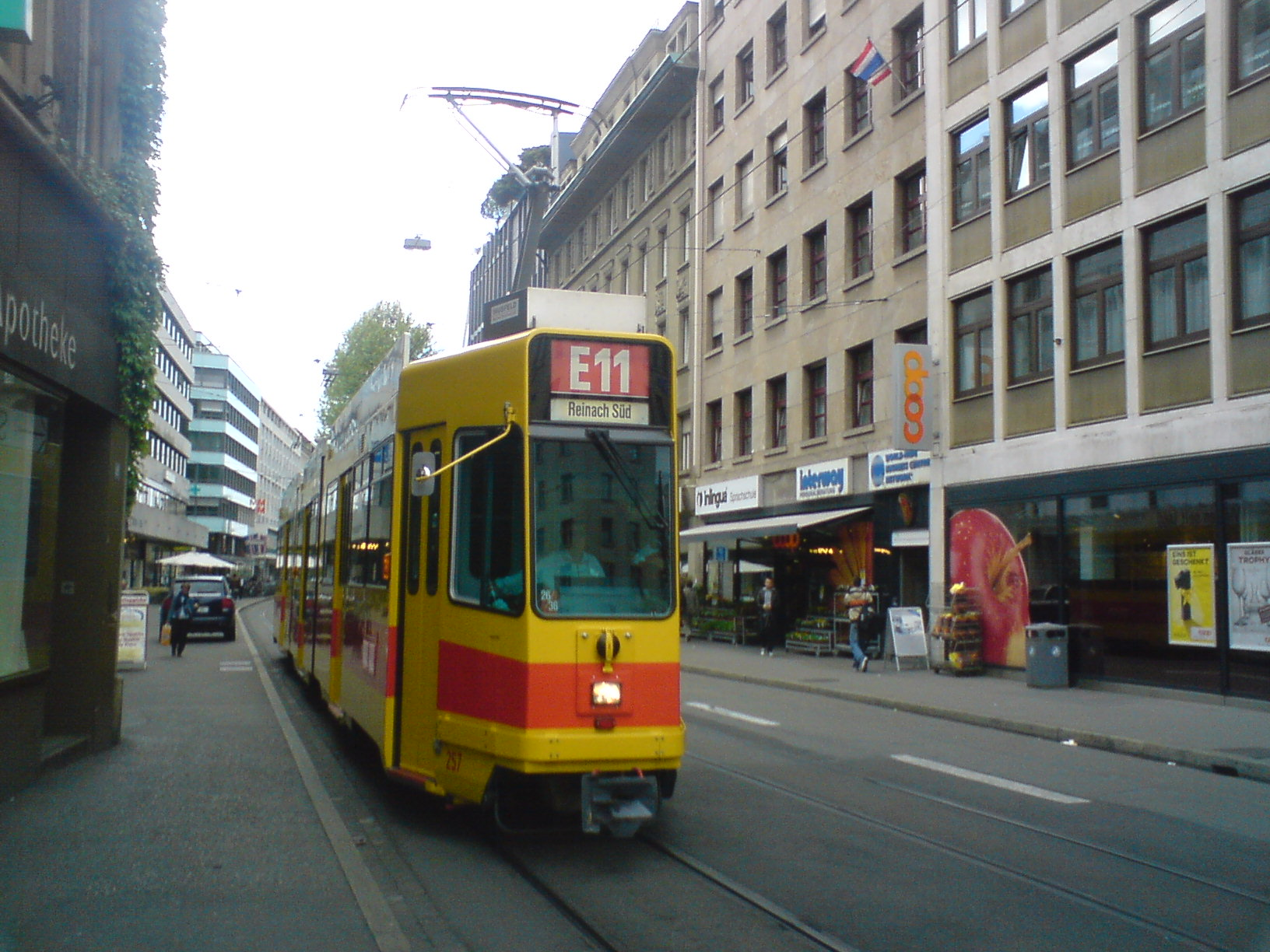
Německá tramvaj

Posilový vůz (mimořádný vůz, dodatečný vůz) je v železniční, autobusové, případně jiné dopravě neformální označení pro vozidlo, které je operativně nebo plánovaně připojeno k vlaku, nasazeno na spoj nebo nasazeno na linku či trať navíc oproti pravidelnému, plánovanému nebo běžnému stavu nebo pro odhlečení přepravní poptávky vozu (vozům) v základní trase. Posilový spoj či posilový vlak je spoj, který je plánovaně nebo operativně vypraven na trasu navíc, je-li vyčerpána kapacita pravidelného spoje nebo hrozí-li její vyčerpání. V autobusové dopravě se pro posilový vůz, ať už nasazený na pravidelný spoj nebo jako posilový spoj, používá též označení posilový autobus. Některé posilové spoje mohou být provozovány ve specifické trase jako posilová linka.

## Posilové vozy v osobní železniční dopravě
V osobní železniční dopravě se jako posilový vůz (případně mimořádný vůz či dodatečný vůz) nazývá:
- vůz připojovaný k vlaku pravidelné dopravy podle předem daného plánu (turnusu), ale pouze v určitý den (dny) v týdnu, určitém období, jen v části trasy vlaku, případně jen při určité konkrétní očekávané události (jednodenní akce, začátek prázdnin, vánoční či silvestrovská noc atd.)
- vůz připojený k vlaku pravidelné nebo příležitostné dopravy na základě okamžité přepravní poptávky přesahující kapacitu vlaku, případně na základě předchozího ohlášení přepravy většího počtu cestujících

Pokud situaci nelze řešit přidáváním dalších vozů, může být vypraven celý posilový vlak. České dráhy při jedné akci v roce 2011 nazývaly jako „posilový vlak“ povinně místenkový rychlík, který byl ohlášen podmínečně (s poznámkou, že jede pouze v případě vyčerpání kapacity prvního vlaku), zatímco pevně přidané osobní vlaky označila tisková zpráva jako „Zvl.Os“, slovy „mimořádný osobní vlak“ nebo též „zvláštní vlak“. Mimořádně přidaný vlak z Prahy do Košic z 22. na 23. prosince 2010 označila tisková zpráva jako „posilový expres Hradčany“.
Pro mimořádné nebo příležitostné snížení počtu vozů ve vlaku (soupravě) podobný speciální termín neexistuje.

## Posilové autobusy
Jako posilový vůz (posilový autobus) se označuje
- druhý nebo další autobus nasazený na určitý autobusový spoj (může jít jak o pravidelné trvalé nasazení více vozidel, tak o plánované sezonní posílení nebo posílení v určité dny v týdnu, tak o operativní posílení na základě zvýšeného zájmu o místenky[3] nebo dispečerského vyhodnocení situace)
- další autobus operativně nebo příležitostně přidaný na linku z důvodu nepostačující kapacity pravidelných spojů: může jezdit buď jako následný spoj (t. j. sbírá na zastávkách cestující, kteří se nevešli do vozu pravidelného spoje, což se blíží funkci posilového vozu přidaného na příslušný spoj) anebo může být vložený jako přidaný spoj do času mezi pravidelné spoje; jinou možností je, že se pravidelná doprava podle jízdního řádu po přidání posilových vozů změní v dispečersky řízenou kyvadlovou dopravu, při níž se fakticky nerozlišuje, která z vozidel byla přidána jako posilová
- pravidelný rychlíkový nebo zkrácený spoj, jehož účelem je odlehčit následnému spoji na téže nebo jiné lince, které jede v plné trase
- spoj, který je určen pravidelným jízdním řádem, ale k jeho výkonu je využíváno vozidlo, které má jiné základní využití – příkladem je posílení na linkách MHD v přepravních špičkách autobusy, které obecně nejsou vyhrazeny pro MHD

Na příměstských autobusových linkách v Pražské integrované dopravě se plánované posílení určitých spojů v určitých dnech týdnu v sezóně nazývá zdvojený spoj a vůz přidaný jako druhý ve shodném čase jako základní spoj se nazývá posilový spoj, v případě jednorázového posílení některých spojů při jednodenní akci se píše o posilovém autobusu posilujícím určitý spoj.
V některých případech může být posilový vůz určen jako rychlíkový, tj. nezastavuje ve všech pravidelných zastávkách spoje nebo linky, ale přepravuje část cestujících přímo do cílové zastávky nebo jiných významnějších cílů přepravní poptávky.
Jinou formou posílení může být nasazení většího typu autobusu (standardní místo minibusu, kloubový místo standardního apod.). V některých zemích lze posilovat spoj i použitím autobusového přívěsu, ty jsou však v Evropské unii a některých dalších zemích kvůli zvýšení nároků na bezpečnost obecně zakázány a jsou provozovány jen na základě výjimek při dodržení zvýšeného bezpečnostního standardu.
Posilová linka je označení pro linku, která v určité části trasy nebo v určitém období dne či týdne (zejména přepravních špičkách) posiluje základní linku. Spoje posilové linky bývají se spoji základní linky často časově proložené. Pokud je posilová linka rychlíková či zkrácená, v optimálním případě jsou její spoje určeny časově blíže následnému spoji než předchozímu, aby spoji na základní lince co nejvíce ulehčily od cestujících, kteří mají zájem o přepravu v posílených relacích.
Rychlíkové linky v městské dopravě v českých městech zažily svůj boom při výstavbě sídlišť v 60. až 80. letech 20. století. V Ústí nad Labem byly v 70. až 90. letech 20. století ve špičkách pracovních dnů nasazováno na mnohé linky do sídlišť posilové spoje označované obvykle písmenem „X“ či jinou dodatkovou tabulkou. Od 26. srpna 1991 byla zavedena dokonce posilová linka se speciálním označením X (později byla přečíslována na 9) a na linku 21 byly v 90. letech přidány posilové spoje 21X, na lince 23 byly posilové rychlíkové spoje označené 23X. Mnohé posilové spoje či linky, i pravidelné, nebyly ani uvedeny na zveřejněných jízdních řádech.

## Posilové vozy na městských a lanových drahách
Na městských drahách (městské speciální dráhy jako metro či S-Bahn, tramvajové dráhy, trolejbusové dráhy) se v závislosti na charakteru dopravy a místních zvyklostech mohou uplatňovat některé z výše uvedených forem posilování přidáním vozidla či vlaku na trať nebo zvýšením počtu vozů vlaku (například nasazení dvouvozových tramvají místo jednovozových).
Na lanových drahách (jak oběžných, tak kyvadlových), kde jsou určeny jízdním řádem spoje v určitých časech, bývá obvyklé, že lanovka je v nepřetržitém provozu do té doby, dokud nepřepraví všechny cestující, kteří se do stanice ve stanovený čas odjezdu dostavili, což při větším zájmu může vést k nepřetržitému či kyvadlovému provozu po část provozního dne bez ohledu na časy spojů stanovené v jízdním řádu. Krom toho mnohde bývá možnost mimořádné jízdy mimo čas stanovený jízdním řádem, pokud je zaplaceno jízdné nejméně za určitý stanovený počet osob.

## Ekonomické podmínky
Operativní posilování dopravy je obvyklé zejména tehdy, pokud dopravce nese nebo projevuje odpovědnost za uspokojení přepravní poptávky. Ne vždy však je pro dopravce výhodné, protože sice zvyšuje počet přepravených cestujících i jejich spokojenost a pověst spolehlivosti dopravce, ale snižuje vytíženost vozidel, takže v některých případech může i snižovat zisk dopravce. V případě dotované dopravy záleží na nastavení dotačních pravidel a smluvních vztahů, zda dopravce má nárok na úhradu nákladů za posílení dopravy a zda má povinnost či právo reagovat na přepravní poptávku. Někteří dopravci posilují dopravu v rámci běžného rezervačního systému, někteří jsou ochotni reagovat i na pouhé ohlášení přepravy většího množství lidí (cestování větší skupiny, konání akce atd.), jiní k posílení vyžadují speciální objednávku a tohoto dotaci posílení od objednatele.

## Legislativní podmínky
Česká obecně závazná legislativa (zákon o silniční dopravě, zákon o dráhách, přepravní řády pro veřejnou osobní dopravu) se tematikou posilových vozů či spojů výslovně nezabývají. Pro posilové vozy a spoje tedy platí obecné podmínky, které zahrnují povinnost dodržovat trasy stanovené v licenci a trasy a časy stanovené v jízdních řádech. Teoreticky může být sporné, které formy posilování spojů spadají do definice pravidelné veřejné dopravy či linkové dopravy a které z ní již vybočují jakožto příležitostná či mimořádná doprava, v praxi však žádné zásadnější spory o tuto otázku v případě operativních posilových vozů a spojů nejsou obecně známy.